# 呂珊德拉
呂珊德拉 （希臘語：Λυσανδρα; 生存於前三世紀），是托勒密一世與安提帕特之女歐律狄刻所生的女兒。
呂珊德拉第一次婚姻是與卡山德之子，同時也是馬其頓國王的亞歷山大五世結婚。當亞歷山大五世逝世後，她改嫁給色雷斯國王利西馬科斯之子阿加托克利斯，時間可能發生在前291年利西馬科斯遠征蓋塔人之後。前284年，在受到利西馬科斯之妻阿爾西諾伊挑撥下，她丈夫阿加托克利斯被利西馬科斯的下令誅殺，她帶著好幾個孩子和阿加托克利斯之弟亞歷山大逃到亞洲，尋求塞琉古一世幫助。塞琉古隨後便與利西馬科斯開戰，並在庫魯佩迪安戰役中擊敗利西馬科斯。從保薩尼亞斯的描述，呂珊德拉應該在這段期間陪同塞琉古一世遠征，並對他有相當的影響力，在幾個月後塞琉古一世逝世後，不清楚呂珊德拉和她孩子以後的情況。